# Ficus rarotongensis
Ficus rarotongensis är en mullbärsväxtart som beskrevs av Summerhayes och Gerrit Parmile Wilder. Ficus rarotongensis ingår i släktet fikonsläktet, och familjen mullbärsväxter. Inga underarter finns listade i Catalogue of Life.